# Grammy Award voor Song of the Year
De Grammy Award voor Song of the Year wordt jaarlijks uitgereikt tijdens de Grammy Awards aan de componist(en) van het beste liedje van het jaar. De uitvoerende artiest(en) krijgen géén Grammy, tenzij ze het liedje gecomponeerd hebben. Deze categorie wordt beschouwd als een van de vier belangrijkste van de Grammy Awards, naast die van Album of the Year, Record of the Year en Best New Artist. In juni 2018 werd bekendgemaakt dat met ingang van 2019 het aantal genomineerden in deze vier categorieën werd uitgebreid van vijf naar acht.
Er is vaak verwarring over de categorieën Song of the Year en Record of the Year. In beide categorieën gaat het om het beste nummer, maar er is een duidelijk verschil: bij Record gaat het om de kwaliteit van de opname, bij Song om de kwaliteit van de compositie. Vandaar dat bij Record de Grammy gaat naar de artiest, de producer(s) en de technici, en bij Song uitsluitend naar de componist(en). In de praktijk komt het echter vaak voor dat dezelfde nummers in beide categorieën genomineerd worden, of dat één nummer zelfs beide categorieën wint. Deze liedjes staan in de tabel hieronder aangegeven met een asterisk (*).
Om in aanmerking te komen voor deze Grammy hoeft een nummer niet per se op single te zijn uitgebracht. Dat deze categorie weleens wordt aangeduid als "single van het jaar" is dus onjuist.
Maar weinig componisten slagen erin om meer dan één keer de Grammy voor Song of the Year te winnen. Zes componisten (inclusief de band U2) lukte het twee keer: Johnny Mercer, Henry Mancini, Will Jennings, James Horner, Adele en U2.

## Winnaars
| Jaar     | Componist(en) | Titel * = won ook Record of the Year                                   | Uitvoerende(n) (ontvangen geen Grammy) |
| Jaren 20 | |                                                                        |                                        |
| -------- | --- | ---------------------------------------------------------------------- | -------------------------------------- |
| 2025     | Kendrick Lamar | "Not Like Us"                                                          | Kendrick Lamar                         |
| 2024     | Billie Eilish Finneas O'Connell | "What Was I Made For?"                                                 | Billie Eilish                          |
| 2023     | Bonnie Raitt | "Just Like That"                                                       | Bonnie Raitt                           |
| 2022     | Bruno Mars Dernst Emile II Christopher Brody Brown Brandon Anderson                                                                  | "Leave the Door Open" *                                                | Silk Sonic                             |
| 2021     | D'Mile H.E.R. Tiara Thomas | "I Can't Breathe"                                                      | H.E.R.                                 |
| 2020     | Billie Eilish O'Connell Finneas O'Connell                                                                                            | "Bad Guy"                                                              | Billie Eilish                          |
| Jaren 10 | |                                                                        |                                        |
| 2019     | Donald Glover Ludwig Göransson Jeffery Lamar Williams                                                                                | "This Is America"                                                      | Donald Glover                          |
| 2018     | Christopher Brody Brown James Fauntleroy Philip Lawrence Bruno Mars Ray Charles McCullough II Jeremy Reeves Ray Romulus Jonathan Yip | "That's What I Like"                                                   | Bruno Mars                             |
| 2017     | Adele Adkins Greg Kurstin | "Hello"                                                                | Adele                                  |
| 2016     | Ed Sheeran Amy Wadge | "Thinking Out Loud"                                                    | Ed Sheeran                             |
| 2015     | Sam Smith William Phillips James Napier                                                                                              | "Stay with Me"*                                                        | Sam Smith                              |
| 2014     | Joel Little Ella Yelich-O'Connor | "Royals"                                                               | Lorde                                  |
| 2013     | Nate Ruess Jack Antonoff Jeff Bhasker Andrew Dost                                                                                    | "We Are Young"                                                         | fun. & Janelle Monáe                   |
| 2012     | Adele Adkins Paul Epworth | "Rolling in the Deep"`*                                                | Adele                                  |
| 2011     | Dave Haywood Josh Kear Charles Kelley Hillary Scott                                                                                  | "Need You Now" *                                                       | Lady Antebellum                        |
| 2010     | Thaddis Harrell Beyoncé Knowles Terius Nash Christopher Stewart                                                                      | "Single Ladies (Put a Ring on It)"                                     | Beyoncé                                |
| Jaren 00 | |                                                                        |                                        |
| 2009     | Guy Berryman Jonny Buckland Will Champion Chris Martin                                                                               | "Viva la vida"                                                         | Coldplay                               |
| 2008     | Amy Winehouse | "Rehab" *                                                              | Amy Winehouse                          |
| 2007     | Emily Robison Martie Maguire Natalie Maines Dan Wilson                                                                               | "Not Ready to Make Nice" *                                             | Dixie Chicks                           |
| 2006     | Adam Clayton David Evans Larry Mullen jr. Paul Hewson                                                                                | "Sometimes You Can't Make It on Your Own"                              | U2                                     |
| 2005     | John Mayer | "Daughters"                                                            | John Mayer                             |
| 2004     | Richard Marx Luther Vandross | "Dance with My Father"                                                 | Luther Vandross                        |
| 2003     | Jesse Harris | "Don't Know Why" *                                                     | Norah Jones                            |
| 2002     | Alicia Keys | "Fallin'"                                                              | Alicia Keys                            |
| 2001     | Adam Clayton David Evans Larry Mullen jr. Paul Hewson                                                                                | "Beautiful Day" *                                                      | U2                                     |
| 2000     | Itaal Shur Rob Thomas | "Smooth" *                                                             | Santana & Rob Thomas                   |
| Jaren 90 | |                                                                        |                                        |
| 1999     | James Horner Will Jennings | "My Heart Will Go On" *                                                | Céline Dion                            |
| 1998     | Shawn Colvin John Leventhal | "Sunny Came Home" *                                                    | Shawn Colvin                           |
| 1997     | Gordon Kennedy Wayne Kirkpatrick Tommy Sims                                                                                          | "Change the World" *                                                   | Eric Clapton                           |
| 1996     | Seal | "Kiss from a Rose" *                                                   | Seal                                   |
| 1995     | Bruce Springsteen | "Streets of Philadelphia"                                              | Bruce Springsteen                      |
| 1994     | Alan Menken Tim Rice | "A Whole New World"                                                    | Peabo Bryson & Regina Belle            |
| 1993     | Eric Clapton Will Jennings | "Tears in Heaven" *                                                    | Eric Clapton                           |
| 1992     | Irving Gordon | "Unforgettable" *                                                      | Natalie Cole & Nat King Cole           |
| 1991     | Julie Gold | "From a Distance"                                                      | Bette Midler                           |
| 1990     | Larry Henley Jeff Silbar | "Wind Beneath My Wings" *                                              | Bette Midler                           |
| Jaren 80 | |                                                                        |                                        |
| 1989     | Bobby McFerrin | "Don't Worry, Be Happy" *                                              | Bobby McFerrin                         |
| 1988     | James Horner Barry Mann Cynthia Weil                                                                                                 | "Somewhere Out There"                                                  | Linda Ronstadt & James Ingram          |
| 1987     | Burt Bacharach Carole Bayer Sager | "That's What Friends Are For"                                          | Dionne Warwick & Friends               |
| 1986     | Michael Jackson Lionel Richie | "We Are the World" *                                                   | USA for Africa                         |
| 1985     | Graham Lyle Terry Britten | "What's Love Got to Do with It" *                                      | Tina Turner                            |
| 1984     | Sting | "Every Breath You Take"                                                | Sting                                  |
| 1983     | Johnny Christopher Mark James Wayne Carson                                                                                           | "Always on My Mind"                                                    | Willie Nelson                          |
| 1982     | Donna Weiss Jackie DeShannon | "Bette Davis Eyes" *                                                   | Kim Carnes                             |
| 1981     | Christopher Cross | "Sailing" *                                                            | Christopher Cross                      |
| 1980     | Kenny Loggins Michael McDonald | "What a Fool Believes" *                                               | The Doobie Brothers                    |
| Jaren 70 | |                                                                        |                                        |
| 1979     | Billy Joel | "Just the Way You Are" *                                               | Billy Joel                             |
| 1978     | Barbra Streisand Paul Williams en Joe Brooks                                                                                         | "Evergreen (Love Theme from A Star Is Born)" en "You Light Up My Life" | Barbra Streisand en Debbie Boone       |
| 1977     | Bruce Johnston | "I Write the Songs"                                                    | Barry Manilow                          |
| 1976     | Stephen Sondheim | "Send In the Clowns"                                                   | Judy Collins                           |
| 1975     | Marilyn Bergman Alan Bergman Marvin Hamlisch                                                                                         | "The Way We Were"                                                      | Barbra Streisand                       |
| 1974     | Norman Gimbel Charles Fox | "Killing Me Softly with His Song" *                                    | Roberta Flack                          |
| 1973     | Ewan MacColl | "The First Time Ever I Saw Your Face" *                                | Roberta Flack                          |
| 1972     | Carole King | "You've Got a Friend"                                                  | James Taylor                           |
| 1971     | Paul Simon | "Bridge over Troubled Water" *                                         | Simon & Garfunkel                      |
| 1970     | Joe South | "Games People Play"                                                    | Joe South                              |
| Jaren 60 | |                                                                        |                                        |
| 1969     | Bobby Russell | "Little Green Apples"                                                  | O.C. Smith                             |
| 1968     | Jimmy Webb | "Up, Up and Away" *                                                    | Fifth Dimension                        |
| 1967     | John Lennon Paul McCartney | "Michelle"                                                             | The Beatles                            |
| 1966     | Paul Francis Webster Johnny Mandel                                                                                                   | "The Shadow of Your Smile"                                             | Tony Bennett                           |
| 1965     | Jerry Herman | "Hello, Dolly!"                                                        | Louis Armstrong                        |
| 1964     | Henry Mancini Johnny Mercer | "Days of Wine and Roses" *                                             | Henry Mancini                          |
| 1963     | Leslie Bricusse Anthony Newley | "What Kind of Fool Am I?"                                              | Sammy Davis jr.                        |
| 1962     | Henry Mancini Johnny Mercer | "Moon River" *                                                         | Henry Mancini                          |
| 1961     | Ernest Gold | "Theme from Exodus"                                                    | Diverse uitvoerenden                   |
| 1960     | Jimmy Driftwood | "The Battle of New Orleans"                                            | Johnny Horton                          |
| Jaren 50 | |                                                                        |                                        |
| 1959     | Domenico Modugno Franco Migliacci | "Nel Blu Dipinto Di Blu (Volare)" *                                    | Domenico Modugno                       |